# 缓步动物门
缓步动物是俗称水熊虫（water bear）或苔藓猪（moss piglet）的一类小型动物，统稱为緩步动物门（学名：Tardigrata）的分類單位，其祖先可能是寒武纪叶足动物，它与有爪动物门和节肢动物门共同组成“泛节肢动物”群体。水熊蟲主要生活在淡水的沉渣、潮湿土壤以及苔藓植物的水膜中，少数种类生活在海水的潮间带。有記錄的大约有1000余种，其中许多种是世界性分布的。在喜马拉雅山脉（海拔6000米以上）或深海（海拔-4000米以下）都可以找到牠們的蹤影。直到今日，人们对缓步动物在动物分类中的位置、形态学、生活方式、组织学以及其隐生性的研究兴趣有增无减。
緩步動物也是第一種已知可以在太空中生存的動物。2019年2月21日，以色列的月球著陸器創世紀號嘗試登陸在月球澄海北端失敗，其中拱门任务基金会內含數以千計水熊蟲的貨物散播到了月球表面。

## 特徵
缓步动物是多細胞生物。它们非常细小，大部分不超过1毫米，最小的Echiniscus parvulus初生的时候只有50微米。而最大的Echiniscoides sigismundi可以达到1.5毫米以上，生活在潮间带的海藻丛中。通体透明、无色、黄色、棕色、深红色或绿色。它们的颜色主要是它们的食物赋予的。它们食入含類胡蘿蔔素的食物，而這些攝入的類胡蘿蔔素會在各器官沉积。
它们由头部和四个体节所組成，身體被几丁质构成的角质层覆盖。四對脚，末端有爪子，吸盘或脚趾。由长长的细胞组成的肌肉因应体节而分布。口前有两向前突出，一个用于刺进食物，另一个则是吸收工具。前肠有很多成对腺体，薄薄的食道连接中肠。在两个目的水熊虫中肠和末肠之间有马氏管，专司体内的渗透压平衡。
神经系统的构成：咽上下神经节，其中咽下神经节和腹部四个神经节链式相连。体腔中的细胞负责储存。水熊虫没有循环系统和呼吸系统。
缓步动物通常是雌雄异体。它们的性腺是次体腔的残留物，使不成对的囊状器官，或者是在肛门前向外开口，或者是向终肠开口。卵子并不需要事先受精就可以被排出体外。
　

## 缓步动物分類
缓步动物门可分为：
- 异缓步纲：習性:棲息地在海中。外型特徵:全身布滿刺毛與突起。
- 中缓步纲（英语：Mesotardigrada）：只有Thermozodium esakii （英语：Mesotardigrada）一種被紀載，是在日本長崎縣雲仙地區的溫泉發現的，沒有任何標本或物種被保存下來，因此真實性存疑。外型在異緩步綱和真緩步綱之間。
- 真缓步纲：外型特徵:大部分相較於異緩步綱全身光滑但有些種類也有突起與刺毛，這些種類和異緩步綱不同的是真緩步綱口器旁沒有長毛，長毛的用途有感知周遭氣流的功用。[12]

## 惡劣環境下隱生與生存

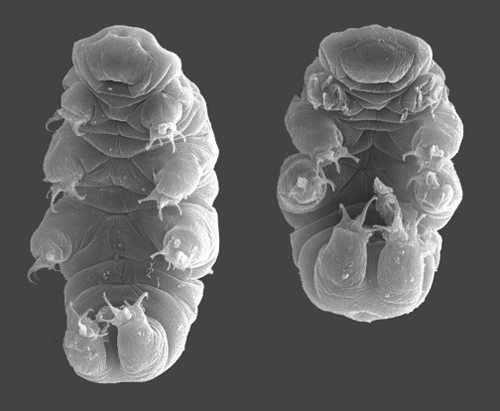
Hypsibius dujardini - 水熊虫的一种

缓步动物门具有全部4種隱生（Cryptobiosis）性，即低湿隐生（Anhydrobiosis）、低温隐生（Cryobiosis）、变渗隐生（Osmobiosis）及缺氧隐生（Anoxybiosis），能夠在惡劣環境下停止所有新陈代谢。缓步动物也因此被认为是生命力最强的动物。在隱生的情況下，一般可以在高溫（151°C）、接近绝对零度（零下272°C）、高辐射（達到人類致死量1000倍的X射線）、真空或6,000大氣壓下隱生的環境下生存數分鐘至數日不等。。

### 低湿隐生
这是最常见的隐生形式，当陆生的缓步动物生活环境开始缺水时即会发生。水熊蟲會產生蛋白質去替代缺失的水。当它们再次接触到水的时候，水會重新充滿細胞溶解蛋白質，使它们能在很短时间之内重新活动。包括陆生缓步动物在内，只有它们身处水中才能存活。如果周边液体被稀释甚至低于体液浓度时，缓步动物就会蜷缩成桶状。背侧的甲片会层叠在一起，甲片之间的弹性角质层会收缩。进入所谓的“小桶状态”（Cask Phase）。
进入“小桶状态”的首要原因是缺氧。实验中停止通风，缓步动物会收缩。但在水中肌肉的收缩状态不能持久。所以“小桶”遇水即会重新舒展，但个体会立即进入窒息状态（Asphyxie）。
缓步动物能渡过缺水期有前提，就是该过程是缓慢进行的而且空气湿度不能太低。干燥过程太快，缓步动物就没有时间去收缩。作违背该前提的实验，可以观察到缓步动物紧压在地表，很难复苏。

### 缺氧隐生
缺氧隐生發生于缓步动物周遭液体含氧量低于一个阈值（臨界值）。开始的时候缓步动物先收缩，但后来就会伸展到最大状态，同时也是窒息状态，一些种类能在缺氧状态下存活五天。缺氧隐生时缓步动物的新陈代谢状态目前人類並不知道。

### 低温隐生
低温就会引起低温隐生。缓步动物能先被冷冻再经解冻而复苏，而且不会对身体造成损坏。1975年Crowe将活动状态的Macrobiotus areolatus放到2毫升零下20°C的水中。所有实验动物立刻进入小桶状态。在4°C的水中解冻只需要一分钟。80%的动物成功苏醒。

### 变渗隐生
变渗隐生还没有很好的被观察到。变渗隐生是因为环境的渗透压升高引起的。Macrobiotus bufelandi在0.4%的盐溶液中仍然能活动。在15%的盐溶液中它会在9秒之内进入小桶状态。Echiniscoides sigismundi在淡水中会窒息，但若在三天内将它重新放到海水中，它就会苏醒过来。

### 在太空真空环境生存
- 外太空：緩步動物是第一種已知可以在太空中生存的動物。在2007年，緩步動物在FOTON-M3任務中，在低地球軌道的太空中經歷了10天，暴露在真空的太空中，而它們活著回到了地球[16][17]。在回到地球再水合之後，超過68%的保護主體在高能紫外線輻射下倖存了下來，並且有許多自行產生了胚胎，還有少數在充分暴露在太陽輻射後存活了下來[18][19]。在2011年5月，義大利的科學家將緩步動物與其它極端微生物搭乘STS-134（最後一次的太空梭飛行，美国航天飞机 奋进号）進入太空[20][21][22]。他們的結論是微重力和宇宙輻射「對緩步動物的飛行影響不大，確認緩步動物能在太空研究中扮演有用的角色」[23]。

## 胞囊
在胞囊中渡过困难时期并不算是隐生的一种。
在苔藓和干草间生活的，特别是淡水生的种类能够通过这种胞囊的形式渡过困难时期。在这种状态下缓步动物会缩小成只有原来20%到50%的体积，降低新陈代谢甚至分解部分器官。该过程伴随有三次连续的蜕皮，结束的时候，动物就会被多层角质层外壳所包绕。在这种状态下缓步动物能存活一年。当环境改变回来，该个体能在6到48小时内脱壳而出。
胞囊的形成只会在水中发生。它远不如小桶状态那样具抵抗能力，而且其水分含量也决定了其不具有抗高温能力。

## 生命史
緩步動物的生長階段有:卵、幼蟲和成蟲。

### 卵
緩步動物的卵非常堅硬，形狀因物種不同而有所不同，因此科學家用卵形狀的不同區分不同的物種。緩步動物的卵最多能生產到18顆卵，平均介於3到5顆。卵的孵化時間依照環境而有所不同。若周遭是良好環境，則卵只需2周便能孵化;若周遭環境惡劣，則需2個月以上的時間孵化。

### 幼蟲
當緩步動物的卵孵化，生產出的緩步動物便是初齡(一齡)幼蟲，由於緩步動物的皮膚是角質，所以不會生長，因此緩步動物只能靠蛻皮生長。

### 成蟲
當緩步動物幼蟲蛻皮3次時，便可以算是成蟲。
緩步動物的雌性成蟲每次蛻皮也會同時產卵，若產完卵無法爬出皮蛻，即使進入了缺氧隱生，還是會窒息而死。

## 研究史
“小水熊虫”在1773年首次被一位名叫哥策的神父描述，但并不完整。1774年和1776年意大利人考廷和斯巴兰扎尼发现，在缺水的环境下，缓步动物能够不脱去保护外壳而“复活”。斯巴兰扎尼并且指出，缓步动物要度过缺水时期就必须慢慢的失水，而缓步动物Tardigrada这个名字也是斯巴兰扎尼首次给出的。
1785年穆勒（O.F.Müller）对这种动物作了深入的观察，他尝试将缓步动物归入动物演化树中并且把它归入壁虱属，米勒所使用的学名Acarus ursellus被林奈写到了他的《自然分類》中。1834年舒尔策发现了有名的Macrobiotus bufelandi，该名字来源于柏林医生Hufeland，他著了一本有关长寿术（德语：Makrobiotik）的书叫《延年益寿之艺术》；相对于斯巴兰扎尼的“复活”，舒尔策认为缓步动物在缺水后再次接触到水时“甦醒”过来了，但他的看法并不是得到很多认同。他同时代的爱亨伯格则认为，缓步动物缺水时能分泌一种物质，在裡面缓步动物不但能度过困难时期，而且能繁衍后代，数年后“醒过来”的只是它的后代。更有人认为那是一种自然发生（generatio spontanea）。
对缓步动物形态，系统分类和生理研究有着最深远影响的贡献当属法国人Doyères所写的书《Mémoire sur les Tardigrades》（1840-1842年）。他强调了缓步动物在慢慢失水的环境中“复活”的能力。这和当时另一种观点相冲突，就是认为，没有任何预防措施可以阻止完全脱水的动物的死亡。1859年巴黎生物协会最终通过一份超过100页的鉴定形成定论，就是Doyères的意见是对的。新的问题是，在这种脱水环境中，缓步动物的新陈代谢究竟只是变慢了还是停止了。20世纪初，耶稣会神父拉门（G.Rahm）通过缓步动物还能度过低温（接近绝对零度）环境的现象认为，新陈代谢是「停止」了。1922年鲍曼通过对脱水隐生的形态和生理方面的研究，再次捍卫了这一观点。
1851年，Dujardin认为缓步动物是一种原本生活在海洋裡的生物，这是缓步动物的分类的第一步。1907-1909年Murray在不列颠-南极探险中收集到多种缓步动物的样本。使得缓步动物的种类在很短的时间内上升到了25种。1928年艾伦·图灵为缓步动物建立了一个新門。
但缓步动物在动物界中的位置在Doyères的著作中并没有被提及。1851年Dujardin根据它们具有和线虫动物相似的咽，而认为缓步动物是线虫动物的近亲，但大部分的专家却认为应是节肢动物。1929年根据当时组织学的证据人们将它划为节肢动物下的纲。到了1953年，人们终于可以有技术基础去测量缓步动物正常和隐生状态下的氧气消耗量。1968年科学家通过电子显微镜观察到缓步动物的储存细胞。1972年拉马佐蒂的专著第二版出版，列举了413种缓步动物。
1974年藉拉马佐蒂75大寿之际在意大利城市帕兰扎（Pallanza）举行了第一届国际缓步动物论坛。